# ISK Dina Moscou
Ne doit pas être confondu avec MFK Dinamo Moscou.
Maillots
L'Imperatorskiy Sportivnyy Klub Dina Moskva, abrégé ISK Dina Moskva, est un club russe de futsal basé dans la ville de Moscou et fondé en 1991.
Le club se nomme premièrement MFK Dina Moscou et domine le championnat de Russie dans les années 1990, avec neuf titres consécutifs de champion de 1992 à 2000 et trois sacres continentaux en Coupe des champions européens, auxquels s'ajoutent deux défaites en finale.
L'équipe dispute ses matchs à domicile dans la salle DS Kvant.

## Histoire

### Premières décennies triomphante (années 1990)
En 1991, Sergey Kozlov, homme d'affaires de Moscou, finance le championnat de futsal de l'URSS et fonde peu après sa propre équipe. Le Dina est nommé d'après la femme de Sergey Kozlov. Le Mini-futbol'ny Klub Dina Moskva est créé le 22 août.
Dès sa première saison, le Dina remporte le championnat d'URSS 1992. Un an plus tard, le succès de l'équipe principale est répété, mais la deuxième place est prise par Dina-MAB, l'équipe de jeunes du club.
Le Dina gagne neuf titres consécutifs de 1992 jusqu'en 2000.  Le Dina fait ses débuts en Coupe d'Europe des clubs champions 1993-94. L'année suivante, l'équipe de Moscou remporte la finale face au club espagnol Maspalomas Sol Europa.
Dina remporte deux nouveaux championnats d’Europe officieux en 1996-97 et 1998-99. En 1998, le futsal de l'Atlético remporte la Coupe Intercontinentale de futsal, la coupe du monde des clubs de la catégorie, en battant le Dina, à Moscou.
Ce n'est qu'en 2001 que le Spartak Moscou brise l'hégémonie du club sur le championnat russe. Entre-temps, le MFK Dina remporte aussi sept fois la Coupe de Russie.

### Années 2000 sans titre
Dans les années 2000, les résultats sportifs du Dina baissent. L'équipe termine à la première place de la phase régulière en 2001-02, est vice-champion 2003-04 et est finaliste de la Coupe de Russie en 2001 et 2002.
En 2009-10, Dina connaît le pire résultat de son histoire avec la neuvième place. Dans la seconde moitié de la saison, Miguel Andrés Moreno, un Espagnol, est devenu l'entraîneur-chef de l'équipe. Le résultat de la saison suivante est encore pire avec la dixième et avant-dernière place.

### Renouveau (années 2010)
En 2012, le président de Dina, Sergey Kozlov, demande à la grande-duchesse Maria Vladimirovna la permission de nommer "le club de la maison impériale russe".
En 2013-14, Dina obtient la troisième place du championnat régulier. En barrage, le club bat le Sinara Ekaterinbourg, Sibiryak Novosibirsk et Gazprom-Yugra Yugorsk, devenant champion de Russie pour la dixième fois, la première depuis quatorze ans.
En octobre 2014, le Dina est qualifié pour la Coupe de l'UEFA et affronte le FT Charleroi et les champions de Roumanie de Deva lors du Tour principal. En janvier 2015, le Dina est dauphin du MFK Dinamo Moscou en championnat. En 2014-15, le Dina se qualifie pour le Final Four de la Coupe de l'UEFA à Lisbonne, perd en demie contre le Kairat Almaty et termine quatrième.
En 2017, Dina remporte la Coupe de Russie, 18 ans après la dernière victoire.
Fin novembre 2017, l'ISK Dina Moscou tombe dans le groupe B du Tour Élite de la Coupe de l'UEFA face au Sporting Lisbonne, au Nacional Zagreb et au club de futsal d'Halle-Gooik.
Au terme de la saison 2017-2018, le Dina Moscou termine dernier du championnat après avoir écopé d'un retrait de cinq points. En butte à des difficultés financières, le club perd sa licence et ne participe pas à la saison suivante.

## Palmarès
Au niveau national, le Dina Moscou remporte dix titres de champion de Russie, la Coupe de Russie à sept reprises et la Supercoupe russe cinq fois.
Ces titres de champion de Russie qualifient l'équipe pour le Coupe des clubs champions européens dans les années 1990, compétition remportée à trois reprises (record). Titré au niveau européen, le Dina accède à la Coupe intercontinentale, dont il remporte la deuxième édition avant de perdre trois fois en finale toutes accueillies à domicile.
- Coupe intercontinentale (1)
  - Vainqueur : automne 1997
  - Finaliste : 1998, 1999 et 2001

- Coupe d'Europe des champions (3) :
  - Vainqueur : 1995, 1997 et 1999
  - Finaliste : 1998 et 2001

- Championnat de Russie (10) :
  - Champion : 1992, 1993, 1994, 1995, 1996, 1997, 1998, 1999, 2000 et 2014
  - Vice-champion : 2004 et 2017
- Coupe de Russie (7) :
  - Vainqueur : 1993, 1994, 1996, 1997, 1998, 1999 et 2000
- Supercoupe de Russie (5) :
  - Vainqueur : 1993, 1995, 1998, 1999 et 2000

## Personnalités

### Dirigeants et entraîneurs
Le club est fondé par Sergey Kozlov, homme d'affaires de Moscou, en 1991. Ce dernier finance le championnat de futsal de l'URSS et fonde peu après sa propre équipe. Le Dina est nommé d'après la femme de Sergey Kozlov.
Chargé de la formation depuis la création du club, Mikhail Bondarev devient l'entraîneur principal de Dina à partir de la saison 1993-94.
Dans la seconde moitié de la saison 2009-2010, alors la pire du club en termes de résultats, l'Espagnol Miguel Andrés Moreno devient l'entraîneur en chef de l'équipe. Il commence à préparer l'équipe pour la saison suivante, encore pire en terminant dixième.

### Joueurs

#### Joueurs notables
| #  | Nom                       | Période   | Buts |
| -- | ------------------------- | --------- | ---- |
| 1  | Konstantin Eremenko       | 1992-2001 | 494  |
| 2  | Arkadij Belyj (it)        | 1992-2005 | 239  |
| 3  | Esquerdinha (it)          | 2012-2017 | 209  |
| 4  | Temur Alekberov (it)      | 1993-2002 | 187  |
| 5  | Aleksandr Verižnikov (it) | 1994-2006 | 168  |
| 6  | Alexander Levin           | 2002-2009 | 147  |
| 7  | Serhiy Koridze            | 2001-2004 | 136  |
| 8  | Dmitrij Gorin (it)        | 1993-2002 | 127  |
| 9  | Michail Markin (it)       | 1993-2008 | 123  |
| 10 | Alexander Fukin           | 2001-2009 | 104  |

| #  | Nom                       | Période        | Matchs |
| -- | ------------------------- | -------------- | ------ |
| 1  | Michail Markin (it)       | 1993-2008      | 427    |
| 2  | Arkadij Belyj (it)        | 1992-2005      | 361    |
| 3  | Aleksandr Verižnikov (it) | 1994-2006      | 359    |
| 4  | Temur Alekberov (it)      | 1993-2002      | 274    |
| 5  | Alexander Levin           | 2002-2009      | 268    |
| 6  | Gleb Razorenov            | 2005-12, 16-17 | 253    |
| 7  | Dmitrij Gorin (it)        | 1993-2002      | 242    |
| 8  | Ilya Samokhin             | 1993-2006      | 221    |
| 9  | Konstantin Eremenko       | 1992-2001      | 220    |
| 10 | Alexander Fukin           | 2001-2009      | 211    |

Pendant de nombreuses années, les joueurs de Dina forment la base de l'équipe russe de futsal. Lorsque la Russie triomphe au Championnat d'Europe de futsal 1999, il y a onze joueurs du Dina dans son équipe. L'âge d'or du club est aussi associé à Konstantin Eremenko, meilleur buteur de l'histoire de l'équipe nationale russe et des championnats nationaux.
En 2010, le Dina recrute l'international espagnol Marcelo (it), premier champion du monde au sein du club. La saison 2010-11 est la pire de l'histoire du club avec une dixième et avant-dernière place en championnat.